# Glee: The Music, Volume 7
Glee: The Music, Volume 7 is het elfde soundtrackalbum van de personages in de Amerikaanse televisieserie Glee. Het album verscheen op 6 december 2011. 

## Liedjes
| Nr. | Titel                            | Schrijver(s)                                                                      | Version covered | Duur |
| --- | -------------------------------- | --------------------------------------------------------------------------------- | --------------- | ---- |
| 1.  | You Can't Stop the Beat          | Adele, Ryan Tedder                                                                | Hairspray       | 3:43 |
| 2.  | It's Not Unusual                 | Les Reed, Gordon Mills                                                            | Tom Jones       | 2:05 |
| 3.  | Somewhere                        | Leonard Bernstein, Stephen Sondheim                                               | West Side Story | 2:51 |
| 4.  | Run the World (Girls)            | Terius Nash, Beyoncé, Wesley Pentz, David Taylor, Adidja Palmer, Nick van de Wall | Beyoncé         | 3:59 |
| 5.  | Fix You                          | Chris Martin, Jon Buckland, Guy Berryman, Will Champion                           | Coldplay        | 4:35 |
| 6.  | Last Friday Night                | Katy Perry, Lukasz Gottwald, Max Martin, Bonnie McKee                             | Katy Perry      | 3:48 |
| 7.  | Uptown Girl                      | Billy Joel                                                                        | Billy Joel      | 3:01 |
| 8.  | Tonight                          | Bernstein, Sondheim                                                               | West Side Story | 2:51 |
| 9.  | Hot for Teacher                  | Eddie Van Halen, David Lee Roth, Michael Anthony, Alex Van Halen                  | Van Halen       | 4:46 |
| 10. | Rumour Has It / Someone Like You | Adele, Ryan Tedder / Adele, Dan Wilson                                            | Adele           | 3:29 |
| 11. | Girls Just Want to Have Fun      | Robert Hazard                                                                     | Cyndi Lauper    | 2:42 |
| 12. | Constant Craving                 | k.d. lang, Ben Mink                                                               | k.d. lang       | 4:38 |
| 13. | ABC                              | The Corporation                                                                   | The Jackson 5   | 2:54 |
| 14. | Control                          | James Harris III, Terry Lewis, Janet Jackson                                      | Janet Jackson   | 3:54 |
| 15. | Man in the Mirror                | Siedah Garrett, Glen Ballard                                                      | Michael Jackson | 4:07 |